# Off He Goes
Off He Goes è una canzone dei Pearl Jam, contenuta nell'album No Code. Pubblicata come singolo nel 1996, il suo lato B è la canzone Dead Man. Il brano fu incluso in Rearviewmirror: Greatest Hits 1991-2003, raccolta delle migliori canzoni della band.
In un commento di All Music Guide su No Code, si dichiara che "Off He Goes" è sullo stesso stile dei capolavori precedenti della band".
Dal vivo, la canzone viene spesso suonata in versione acustica, infatti, nel "bootleg ufficiale" 7-11-03 - Mansfield, Massachusetts, è presente un tale arrangiamento di Off He Goes.

## Significato del testo
La storia di Off He Goes, riguarda un amico che periodicamente entra ed esce dalla vita del protagonista. L'amico è famoso, ogni tanto cerca di ricostruire la vecchia amicizia, nonostante la fama, ma ogni tanto non può.In un'intervista, Eddie Vedder dichiarò di essere "l'amico" di Off He Goes, dicendo:
Importante è evidenziare che in alcuni show come quello di Katowice, Polonia, del 16 giugno 2000, Vedder dichiarò prima di iniziare la canzone che "questa è sull'essere amici con uno stronzo" e appena dopo la frase indicò se stesso.

## Formati e tracklist
- Compact Disc Single (Australia)
  1. "Off He Goes" (Eddie Vedder) – 5:59
  2. "Dead Man" (Vedder) – 4:15
    - Inedita
- 7" Vinyl Single (USA)
  1. "Off He Goes" (Vedder) – 5:59
  2. "Dead Man" (Vedder) – 4:15
    - Inedita